# General Electric F404
Az F404 a General Eletric kétáramú, alacsony nyomású, utánégetős gázturbinás sugárhajtómű-családjának egyike, melyet a GE Aviation fejleszt és gyárt az F/A–18 Hornet-család számára. A vállalat partnere a svéd Volvo Aero, amely az RM12 változatot fejleszti és gyártja a JAS 39 Gripen részére. Továbbfejlesztett, növelt változata az F414, amely a Super Hornet-család számára készül, illetve polgári változata a GE36, amely kísérleti stádiumban maradt. Szintén kísérleti változata maradt az F412, amelyet az A–12 Avenger II-ben használtak volna.

## Alkalmazók
F404
- F/A–18 Hornet
- Boeing X–45 UCAV
- Dassault Rafale (fejlesztés alatt)
- HAL Tejas (fejlesztés alatt)
- Grumman X–29
- F–117 Nighthawk
- T–50 Golden Eagle
- A–4SU Super Skyhawk (az ST Aerospace modernizációs csomagja)
- F–20 Tigershark
- Rockwell–MBB X–31
- FMA SAIA 90 (a teljes programot törölték)

Volvo RM12
- JAS 39 Gripen
- IAI Kfir C2 Nammer (csak tervezett, nem épült meg)

F412
- A–12 Avenger II (a teljes programot törölték)

## Külső hivatkozások
- GEAE F404 Archiválva 2006. március 10-i dátummal a Wayback Machine-ben
- Volvo Aero RM12
- F404 page on GlobalSecurity.org
- General Electric F404 Archiválva 2016. március 4-i dátummal a Wayback Machine-ben – scramble.nl
- F404 – leteckemotory.cz